# Roland Gießer
Roland Gießer (* 26. November 1971 in Biberach an der Riß) ist ein deutscher Fotograf und Locationscout.

## Leben
Roland Gießer wuchs in Baden-Württemberg auf und absolvierte von 1990 bis 1993 die Ausbildung zum Fotografen an der Johannes-Gutenberg-Schule Stuttgart, im Studio 19 in Kirchheim unter Teck und im Werbefotografiestudio Buchter in Wendlingen am Neckar. Nach der Ableistung seines Zivildiensts konnte er 1994 Praktika in den Bereichen Filmvertonung, Dokumentarfilm, Filmproduktion und -verleih machen. Von 1995 bis 1998 war er als Produktionsfahrer für Kinoproduktionen und als Aufnahmeleiter für Werbeproduktionen tätig.
1997 produzierte er seinen ersten Kurzfilm die later, für den er selbst das Drehbuch schrieb und Regie führte. Für den 13,5-minütigen 16-mm-Schwarzweißfilm im 4:3-Format bekam er beim „flimmern&rauschen“-Filmfestival in München den Publikumspreis verliehen.
1999 erhielt er vom FilmFernsehFonds Bayern eine Nachwuchsförderung für seine Literaturadaption der Böll-Kurzgeschichte Es wird etwas geschehen. Der 15-minütige 35-mm-Farbkurzfilm mit Rufus Beck in der Hauptrolle, bei dem er ebenfalls das Drehbuch schrieb und die Regie führte, wurde bei der Münchner Produktionsfirma Haifisch Entertainment GmbH von Michel Morales produziert und am 1. November 2003 bei den Biberacher Filmfestspielen uraufgeführt. Gießer wurde für das Werk von der Friedrich-Wilhelm-Murnau-Stiftung mit dem Murnau-Kurzfilmpreis 2004 ausgezeichnet.
Von 1998 bis 2007 arbeitete er vorwiegend als Produktionsleiter für Filmdokumentationen, Image- und Industriefilme und vorwiegend Werbespots. Seitdem als Locationscout.
Fotoaufnahmen Gießers waren unter anderem 2013 in der Ausstellung des Kunstvereins Freisinger Mohr im Alten Gefängnis in Freising zu sehen.
Gießer lebt mit Hauptwohnsitz in München.

## Bemerkungen
1. ↑  Schreibweise auch Giesser